# Jan Hanuš Máchal
Jan Hanuš Máchal (25. října 1855, Nové Dvory – 3. listopadu 1939, Praha) byl český slavista, literární historik, filolog a mytolog.

## Život
Byl absolventem gymnázia v Táboře (za působení ředitele Václava Křížka, který ho vyučoval slovanské jazyky), univerzity ve Vídni a v Praze; od roku 1882 působil jako suplent a od 1884 učitel gymnázia v Německém Brodě. Doktorát filozofie získal v roce 1887; od roku 1888 byl učitelem gymnázia v Žitné ulici v Praze.
Byl dopisujícím členem České akademie (1891) a soukromým docentem slovanské literatury na filozofické fakultě c. k. univerzity v Praze (1894). V roce 1901 se stal profesorem srovnávacích dějin slovanských literatur na Univerzitě Karlově v Praze a byl mimořádným členem České akademie a Královské české společnosti nauk.
Zajímal se o slovanské písně a jihočeský folklór, studoval vztahy literatury a folklóru, dějiny českého dramatu a kriticky zhodnotil prameny ke studiu slovanské mytologie. Od roku 1878 byl také literárně činný, psal články do časopisů (Český Jih, Tábor, Otavané, Ohlas od Nežárky, Květy aj.), překládal z ruštiny, lužičtiny a srbštiny. Jako spisovatel došel od romantismu ke kritickému realismu. Jeho srovnávací monografie jdou do hloubky a sledují podrobně původ a odvislost myšlenky i formy našich literárních památek. Byl i autorem mnoha odborných statí a článků v časopisech a odborných sbornících.
Zemřel roku 1939 a byl pohřben na Olšanských hřbitovech.

## Z díla
- Slovanská literatura (3 svazky, 1922–29)
- Literatura česká XIX. století – kapitoly: Počátky novočeské literatury dramatické a zábavné prosy (I. díl); V. Kl. Klicpera; J. J. Marek; J. K. Tyl; P. Chocholoušek; K. J. Erben a J. Kalina (II. díl); K. Sabina (III/2 díl)
- O českém románu novodobém (1902)
- O znovuzrození národnosti a písemnictví Lužických Srbův (1880)
- Staročeské skladby dramatické
- Nákres slovanského bájesloví (1891)
- Bájesloví slovanské (1907)
- Staročeské skladby dramatické původu liturgického (1908)

### Dostupné online
- MÁCHAL, Jan. Dějiny českého dramata. Praha: Topič, 1917. Dostupné online. Dějiny českého dramatu od jeho počátků (staročeské drama, drama za renesance a reformace, kočovné společnosti, české drama národního obrození) až do konce 19. století.